# 봉담초등학교
봉담초등학교는 대한민국 경기도 화성시 봉담읍 상리에 있는 공립 초등학교이다.

## 학교 연혁
| 1932년 | 10월 7일  | 설립인가                                 |
| 1933년 | 5월 15일  | 봉담공립보통학교 개교(4년제, 개교기념일) |
| 1936년 | 3월 19일  | 제1회 졸업식 거행                        |
| 1938년 | 4월 1일   | 봉담공립심상소학교로 개칭                |
| 1941년 | 4월 1일   | 봉담공립국민학교로 개칭                  |
| 1950년 | 6월 1일   | 봉담국민학교로 개칭                      |
| 1964년 | 5월 30일  | 수기분교장 개교                          |
| 1986년 | 3월 1일   | 병설유치원 개원(1학급)                   |
| 1994년 | 7월 7일   | 학교급식 실시                            |
| 1996년 | 3월 1일   | 봉담초등학교로 개칭                      |
| 1997년 | 11월 1일  | 멀티미디어실 설치                        |
| 1997년 | 12월 5일  | 10교실 증축, 도서실 개관                 |
| 2003년 | 12월 1일  | 문화정보관 3층 증축                      |
| 2006년 | 10월 24일 | 연구학교 보고회(5차원 전면교육)          |
| 2007년 | 12월 31일 | 급식실 증축 완공                         |
| 2009년 | 5월 27일  | 체육관(강당) 완공                        |
| 2009년 | 9월 1일   | 제22대 강효근 교장 부임                  |
| 2011년 | 2월 15일  | 제75회 졸업식(189명)                     |
| 2012년 | 2월 15일  | 제76회 졸업식(196명)                     |
| 2013년 | 2월 15일  | 제77회 졸업식(196명)                     |
| 2014년 | 2월 17일  | 제78회 졸업식(167명)                     |
| 2016년 | 2월 17일  | 제80회 졸업식 (163명)                    |
| 2016년 | 3월 1일   | 35학급 (특수1) 편성                      |
| 2016년 | 3월 1일   | 제23대 권순애 교장 부임                  |
| 2017년 | 2월 15일  | 제81회 졸업식 (146명)                    |
| 2017년 | 3월 1일   | 31학급 (특수1) 편성                      |

## 참고 자료
- 봉담초등학교 - 한국교육학술정보원 학교알리미